# Katharina Galor

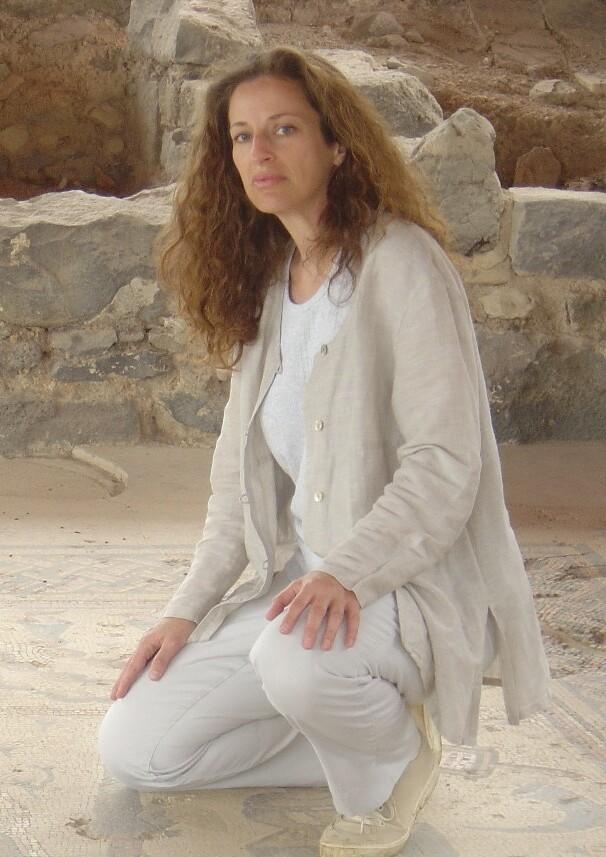
Katharina Galor in der antiken Synagoge von Hamat Tiberias am See Genezareth, 2005

Katharina Meisel Galor (geboren als Katharina Meisel; * 11. April 1966 in Düsseldorf) ist eine deutsch-israelische Kunsthistorikerin und Archäologin, spezialisiert auf Israel und Palästina.

## Leben und Werk
Katharina Galor unterrichtet seit 1998 an der Brown-Universität in den USA, wo sie zur Zeit Visiting Associate Professor of Judaic Studies und Visiting Associate Professor of Urban Studies ist. Sie machte 1985 ihr Abitur am Comenius-Gymnasium in Düsseldorf. 1989 erlangte sie ihre Maîtrise in Kunstgeschichte und Archäologie an der Universität Aix-Marseille in Frankreich mit der Arbeit Les sols de mosaïques en Palestine pendant l’époque du roi Hérode le Grand. Sie erhielt 1991 ihr Diplôme d’études approfondies in Kunstgeschichte und Archäologie an der Universität Aix-Marseille mit der Arbeit „La culture des Juifs dans la Rome antique“. 1996 erlangte Galor ihren Ph.D. in Antiker Kunst und Archäologie an der Brown University in Providence, Vereinigte Staaten mit ihrer Doktorarbeit „Domestic Architecture in the Galilee and the Golan during the Roman and Byzantine Periods“. 1997 absolvierte sie ein Post-doctorate in Geschichte und Archäologie an der Hebrew University of Jerusalem.
Galor war Gastprofessorin in der École biblique et archéologique française und in der Rothberg School der Hebräischen Universität in Jerusalem, in der Humboldt-Universität zu Berlin und in der Tufts-Universität und in der Rhode Island School of Design in den USA. Sie war Fellow am W. F. Albright Institute of Archaeological Research in Jerusalem, im Institut für Archäologie der Hebräischen Universität, im Berliner Antike-Kolleg, dem Selma Stern Zentrum für Jüdische Studien Berlin-Brandenburg, und dem Einstein-Zentrum Chronoi der Stiftung Einstein Berlin. Sie war 2006 bis 2009 Präsidentin der Narragansett Society Branche des American Institute of Archaeology. Sie spricht Deutsch, Französisch, Englisch, Hebräisch, Ungarisch, Italienisch und klassisches Hebräisch.
Katharina Galor war als Archäologin in Frankreich und in der südlichen Levante mit dem Forschungsschwerpunkt Ethnizität, Religion und Gender zwischen 1988 und 2006 tätig. Seit 2006 hat sich ihr Gebiet auch in Richtung Kulturerbe mit Fokus auf dem Israel-Palästina-Konflikt erweitert.

## Liste der Ausgrabungen
- 1984 Altstadt von Jerusalem
- 1985 Emek Rephaim, Jerusalem
- 1985–1987 Kirche von Roquevert, einem verlassenen Dorf im Tal des Desix, Frankreich
- 1988–1990 Altes Jüdisches Viertel von Cavaillon, Frankreich
- 1991 Vigna Barberini, Rom, Italien
- 2000 Sepphoris, Israel
- 2001 Co-Leiterin, Qumran, Israel
- 2002 Leiterin der Archaeological Field School, Ein Gedi, Israel
- 2003 Stellvertretende Leiterin, Ramat HaNadiv, Israel
- 2004 Stellvertretende Leiterin, Tiberias, Israel[3]
- 2005 Co-Leiterin, Apollonia-Arsuf, Israel (Gemeinschaftsprojekt der Brown University und der Universität Tel Aviv)

## Familie
Katharina Galor war 1991 bis 2007 mit dem israelischen Wirtschaftswissenschaftler Oded Galor verheiratet. Seit 2007 ist sie mit dem US-amerikanischen Historiker Michael P. Steinberg verheiratet. Als dieser im August 2016 Präsident der American Academy in Berlin wurde, zog sie nach 30 Jahren Abwesenheit wieder nach Deutschland. Das Paar hat aus vorhergehenden Ehen zusammen sieben Kinder. Seit 2018 leben sie zwischen Neuengland und der Provence.

## Veröffentlichungen (Auswahl)
Bücher
- mit Hanswulf Bloedhorn: The Archaeology of Jerusalem. From the Origins to the Ottomans. Yale University Press, New Haven 2013, ISBN 978-0-300-19899-7.
- Finding Jerusalem. Archaeology Between Science and Ideology. University of California Press, Berkeley 2017, ISBN 978-0-520-29525-4.
- mit Sa’ed Atshan: The Moral Triangle: Germans, Israelis, Palestinians. Duke University Press, Durham 2020, ISBN 978-1-4780-0837-8.

als Herausgeberin
- Qumran: The Site of the Dead Sea Scrolls: Archaeological Interpretations and Debates. Proceedings of a Conference held at Brown University, November 17-19, 2002. In: Katharina Galor, Jean-Baptiste Humbert, Jürgen Zangenberg (Hrsg.): Studies on the Texts of the Desert of Judah. Band 57. Brill, 2006, ISBN 1-281-39868-3, ISSN 0169-9962.
- Crossing the Rift: Resources, Settlements Patterns and Interaction in the Wadi Arabah. In: Piotr Bienkowski, Katharina Galor (Hrsg.): Levant Supplementary Series. Band 3. Oxbow Books, Oxford 2006, ISBN 1-84217-209-3.
- Katharina Galor, Tomasz Waliszewski (Hrsg.): From Antioch to Alexandria. Recent Studies in Domestic Architecture. Institute of Archaeology, University of Warsaw, Warschau 2007, ISBN 978-83-8749614-2.
- Unearthing Jerusalem. 150 Years of Archaeological Research in the Holy City. In: Katharina Galor, Gideon Avni (Hrsg.): Proceedings of the Conference held at Brown University November 12–14, 2006. Eisenbrauns, Winona Lake 2011, ISBN 978-1-57506-223-5.
- Katharina Galor, Michaela Bauks und Judith Hartenstein (Hrsg.): Gender and Social Norms in Ancient Israel, Early Judaism and Christianity. Texts and Material Culture. Proceedings of the conference held at the University of Koblenz-Landau, Germany, February, 18–21, 2016. In: Journal of Ancient Judaism. Supplements. Vandenhoeck & Ruprecht, Göttingen 2019, ISBN 978-1-57506-223-5.

Artikel und Buchkapitel
- The Roman-Byzantine Dwelling in the Galilee and the Golan – “House” or “Apartment”? In: Archaeologia Transatlantica. Band 18, 2000, S. 17–34.
- Qumran’s Plastered Installations: Cisterns or Immersion Pools? In: Christoph Ohlig, Yehuda Peleg, Tsvika Tsuk (Hrsg.): Cura Aquarum in Israel. Proceedings of the 11th International Conference on the History of Water Management and Hydraulic Engineering in the Mediterranean Region. Tübingen 2002, S. 33–45.
- Qumran’s Plastered Pools: A New Perspective. In: Jean-Baptiste Humbert, J. Gunneweg (Hrsg.): Science and Archaeology at Khirbet Qumran and ‘Ain Feshkha,. Band 2. Presses Universitaires de Fribourg, 2003, S. 169–198.
- Wohnkultur im römisch-byzantinischen Palästina. In: Stefan Alkier, Jürgen Zangenberg (Hrsg.): Zeichen aus Text und Stein. Studien auf dem Weg zu einer Archäologie des Neuen Testaments. Tanz, Tübingen / Basel 2003, ISBN 3-7720-8007-3, S. 183–208.
- Domestic Architecture in Roman and Byzantine Galilee and Golan. In: Near Eastern Archaeology. Band 66, Nr. 1–2, 2003, S. 44–57.
- mit Hanswulf Bloedhorn: Jerusalem Through Time. In: DIG Magazine. 2003, S. 10–18.
- mit Jürgen Zangenberg: Qumran Archaeology in Transition. Remarks on the International Conference “Qumran—The Site of the Dead Sea Scrolls. Archaeological Interpretations and Debates,” November 17–19, 2002 at Brown University, Providence RI. In: Qumran Chronicle. Band 11, Nr. 1/4, 2003, S. 1–6.
- Archaeology in Israel. Looking at the Past and Understanding the Future. In: Israel Review. Band 1, 2003, S. 33–45.
- Roman and Byzantine Period Ritual Pools on the Sepphoris Acropolis. In: Gilbert Wiplinger (Hrsg.): Cura Aquarum in Ephesus, Turkey. Proceedings of the 12th International Conference on the History of Water Management and Hydraulic Engineering in the Mediterranean Region, Ephesus/Selçuk, Turkey, October 2–10, 2004. Band 1, Nr. 12. Peeters, Leuven / Paris / Dudley (Massachusetts) 2006.
- The stepped water installations of the Sepphoris Acropolis. In: Douglas R. Edwards, C. Thomas McCollough (Hrsg.): The Archaeology of Difference: Gender, Ethnicity and the ‘Other’ in Antiquity, Studies in Honor of Eric M. Meyers. American Schools of Oriental Research, Boston 2007, S. 205–217, JSTOR:27799186.
- mit Yizhar Hirschfeld: New Excavations in Roman, Byzantine, and Early Islamic Tiberias,. In: Jürgen K. Zangenberg, Harold W. Attridge, Dale B. Martin (Hrsg.): Ancient Galilee in Interaction. Religion, Ethnicity, and Identity. Tübingen 2007, S. 248–291.